# Хоршим
Хорши́м (ивр. חוֹרְשִׁים‎) — кибуц в Израиле в составе регионального совета Дром-ха-Шарон. Кибуц расположен в центре равнины Шарон примерно в 5 километрах к северу от Рош-ха-Аина и к юго-востоку от Кфар-Сабы между Джальджулией и Кафр-Касемом. Происхождение названия происходит от деревни под названием «Хирбат-Хереш», от искажённого названия «Хирбат-Курайш».

## История
Кибуц был основан в январе 1955 года, стал 69-м кибуцем, учреждённым организацией «Ха-Кибуц ха-арци» движения «Ха-шомер ха-цаир». Его основатели были ядром членов Ха-Шомер Ха-Цаир, родившихся в Израиле, большинство из которых были выходцами из района Хайфы. В 1957 году первые шесть семей въехали в первые постоянные дома. Несмотря на близость к Западному берегу реки Иордан, тогда находившемуся под иорданским контролем, первые годы существования кибуца прошли в относительной безопасности. Согласно приглашению на церемонию основания кибуца в декабре 1954 года (из-за сильного дождя она была отложена и состоялась 13 января 1955 года) первоначально кибуц назывался Ха-Хоршим (буквально: пахари, пашущие). В 1956 году его название было сокращено до Хоршим (без артикля). Ошибка диктора в радиообъявлениях о дорожном движении закрепила за кибуцем также ошибочное название «Хорашим» (что означает «рощи»). Площадь кибуца на момент его основания составляла около 1 400 дунамов.
Площадь кибуца составляет около 3 000 дунамов.
В кибуце работает ряд промышленных предприятий, в том числе основанный в 1980 году завод «Термокир», производитель стройматериалов, специализирующийся на материалах для зелёного строительства.

## Население
По данным Центрального статистического бюро Израиля, население на начало 2020 года составляло 335 человек.